# Nicolas Liévain
Nicolas Liévain, mort le 26 août 1725 à Paris, est un maître-maçon et un entrepreneur de bâtiment français.

## Biographie
Nicolas Liévain est un maître maçon et entrepreneur parisien habitant rue Transnonain, en 1700, puis rue du Cimetière Saint-Nicolas-des-Champs, en 1706. Il s'est marié par contrat du 6 avril 1682 avec Denise Larcher. En 1689, il construit l'hôtel Charpentier qui a une sortie arrière rue du Prévôt, pour Gilles Charpentier, commis du chancelier de France, Michel Le Tellier.
Il achète à Antoine Petit, le 1er avril 1697, pour 3 000 livres, l'office de juré expert.
Le 31 janvier 1691, il achète 6 000 livres aux héritiers d'Edme Pallu, sieur de Bougetière, un grand terrain avec deux maisons en mauvais état situés rue de Gravilliers, paroisse Saint-Nicolas-des-Champs. Il fait alors construire à cet emplacement deux beaux immeubles de rapport ouvrant sur la rue par une porte cochère commune. Il vend une maison à Adrien Osmont, conseiller du roi, contrôleur ordinaire des guerres, le 28 février 1706, pour 20 000 livres. L'autre maison est restée la propriété de son maître d'œuvre qui est estimée 30 000 livres, en 1725, à la mort de Nicolas Liévain. Cette maison devient la propriété de Mathias, son second fils, puis sert de dot à sa fille, Marie-Françoise Liévain, quand elle se marie le 28 mars 1740 avec Dominique Doutreleau.
En 1704-1705, il a réaménagé l'hôtel de Mongelas pour Romain Dru de Mongelas, peut-être sur les plans de Jules Hardouin-Mansart.
Il reconstruit une maison place de l'Ancienne-Estrapade pour Jacques Daverdoing, seigneur du Breuil, par contrat du 25 octobre 1698. Il rédige le procès-verbal d'estimation de travaux à l'abbaye Notre-Dame de Chambre-Fontaine, à Cuisy, le 13 novembre 1713. Le 5 juillet 1715 les plans et devis d'une maison, rue de la Cordonnerie.
Vers 1720-1721, il termine les travaux de construction de l'église Sainte-Anne-la-Royale, no 26 rue de Lille à Paris, pour l'ordre des Théatins.
Il possède une maison à Épinay-sur-Seine.